# کلت ام۱۹۰۰
کلت ام۱۹۰۰ (به انگلیسی: Colt M1900) یک پیستول نیمه‌خودکار با کالیبر ۰،۳۸ بود که در آستانهٔ سدهٔ بیستم میلادی توسط شرکت تولیدی کلت عرضه گردید.
برخلاف بیشتر تپانچه‌های نیمه‌خودکار آن زمان که غلاف متحرکی کوتاه داشتند، علاف متحرک این مدل سرتاسری بود. 